# Beaumont-de-Lomagne
Beaumont-de-Lomagne é uma comuna francesa, localizada no departamento de Tarn-et-Garonne e na região de Occitânia. Os habitantes de Beaumont-de-Lomagne são chamados de Beaumontois. Tem em Pierre de Fermat (brilhante matemático) o seu mais famoso autóctone.

## Geografia
O rio Gimone atravessa a cidade de lado a lado .

## História
Beaumont-de-Lomagne, bastide, foi fundada em 1276 seguida do governo de corregência entre a abadia de Grandselve e o Rei Filipe III de França - o Rei era representado por seu seneschal da Toulouse, Eustace de Beaumarchais. Em 1278 a constituição da cidade foi deferida por um conjunto muito liberal de leis, para os padrões da época, definindo os direitos e devees de seus habitantes. Em 1280, o trabalho havia começado em uma grande igreja; isto mostra a influência da Cidade. A Torre-sino, foi feita no século XV e lembra aquela da Saint-Sernin em Toulouse. A construção terminou por volta de 1430.
O supermercado, no centro da praça, era designado para os mercadores que passavam ali todos os sábados. 
O século XIV foi marcado pelo começo da Guerra dos Cem Anos. Tomada pelos Ingleses em 1345, Beaumont foi recapturada em 1350 mas continuou a ser pilhada pelas "Grantes Companhias" e experimentou uma guerra civil devido à oposição de dois líderes militares: Count of Foix e Jean I,Comte d'Armagnac. O Século terminou com uma epidemia epidemia do flagelo a qual matou 500 habitantes.
Pelo século XVI, Beaumont, uma cidade católica, foi circundada por 3 cidades protestantes: Montauban, Mas-Grenier e Mauvezin. Em 1577, Henrique III vendeu Beaumont para Henrique III de Navarra (futuro Henrique IV), líder dos Protestantes e cujas tropas vieram massacrar uma centena de Beaumontois.
Em dezembro de 1580, 600 mercenários de Montauban saquearam e tomaram Beaumont. Eles permaneceram por 2 meses, e causaram muitos danos à cidade. Quando a paz retornou, muitos Beaumontois adotaram a política da tolerância religiosa como promulgada por Henrique IV.
No século XVII, Luís XIII sitiou várias cidades no sudoeste incluindo Beaumont; o "Chateau de Roi" foi destruído pelo decreto real. Em 1639 Luís vendeu Beaumont para o Príncipe de Condé. Com Luís XIV, Beaumont ainda estava sob a jurisdição de visconde Armand de Bourbon, príncipe de Conti, um dos nobres envolvidos no Fronde, Beaumont foi portanto parte da rebelião e isto causou consideráveis perdas para a cidade. Havia uma ocupação em 1651 pelas tropas de Conti, se rebelando contra o rei. O incidente terminou com o conflito, mas Beaumont, arruinada, teve de pagar um alto preço; outra praga epidêmica também ocorreu durante o evento.
Em 1702, a cidade teve somente 2400 habitantes mas durante este período de paz, eles trabalharam muito e prosperaram novamente. Em 1777, os anteparos foram destruídos. 
Depois de enviar uma delegação para o States General, Beaumont criou um clube revolucionário mas desde 1790, a cidade se tornou parte do departamento de Haute-Garonne e ficou isolada, para a vantagem de Grenade, sua vizinha e rival. Grenade se tornou a cidade principal do distrito. Em 1808, novas divisões de departamento foram compradas por Napoleão e Beaumont encontrou a si mesma na região de Tarn-et-Garonne, o qual permanece até hoje.
Embora a importância das grandes feiras diminuiu, Beaumont permanece como um importante mercado agrícola devido ao cultivo de alho. Isto reflete muito de sua história através de seus velhos edifícios: a igreja, seu forte - cuja imponência domina a cidade - o grande mercado com seu indistinguível telhado assim como aproximadamente cinqüenta mansões particulares, a maioria das quais datam desde os séculos 17 até o 19.

## Governo da Cidade
Lista of prefeitos:
- Março de 2001 - presente: Faustin Llido, partido UMP

## População
- 1962 - 3 486
- 1968 - 3 629
- 1975 - 3 625
- 1982 - 3 579
- 1990 - 3 488
- 1999 - 3 690

## Lugares e monumentos
- Hotel Toureilh (18th century), agora o Town Hall
- 15th century covered market
- Estátua do matemático Pierre Fermat
- Hotel Fermat 1500/1800 - Rua Fermat
- House das duas cruzes (século XVI) - Rua da l'église
- Igreja Gótica e Toulouse-estilo octagonal torre-sino; construção iniciada em torno de 1280
- Presbitério (por volta do século XV) - Rua do Presbítero
- Casa de Seigneur d’Argombat (século XVI) - Rua da l'église
- Hôtel Saline puis du Rouble - Rua Fermat
- House of Jean d'Armagnac, (século XV) - rua da República
- Hotel Noble (século XVIII) - rua da República
- Hotel Vergnes (século XVI e 18) - rua Lomagne
- Les Cordeliers, Hopital St Jacques (séculos 13 e 14, convento do século XVII) - rua Despeyrous
- Convento de Clarisses (século XVII) - rua Toureilh
- Hotel Long, late (século XVIII) - rua Nationale
- Hotel François Bordes - rua Nationale
- House of François Darquier - rua Darquier
- First houses of Beaumont - rua Launac e rua Toureilh

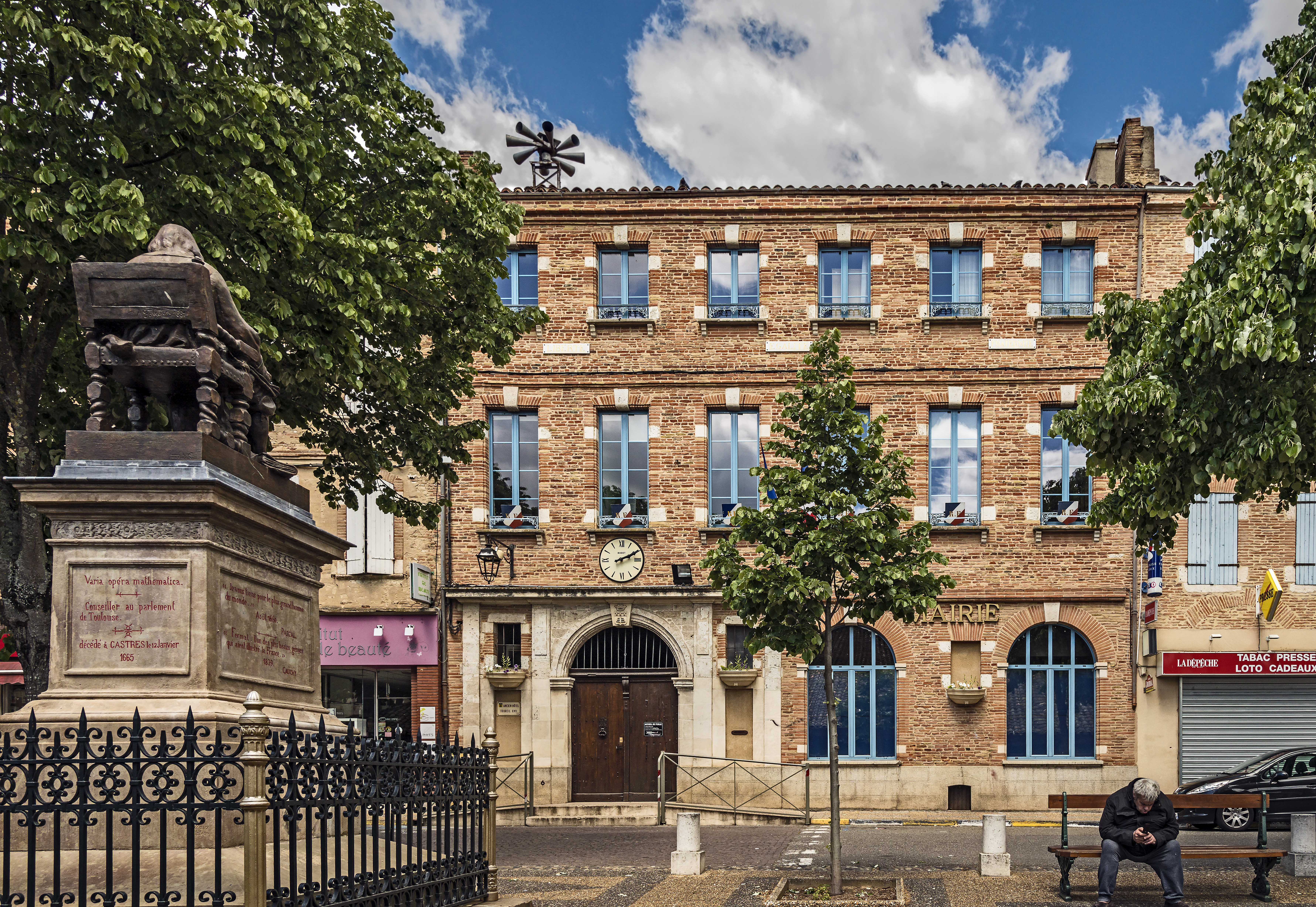
Câmara Municipal
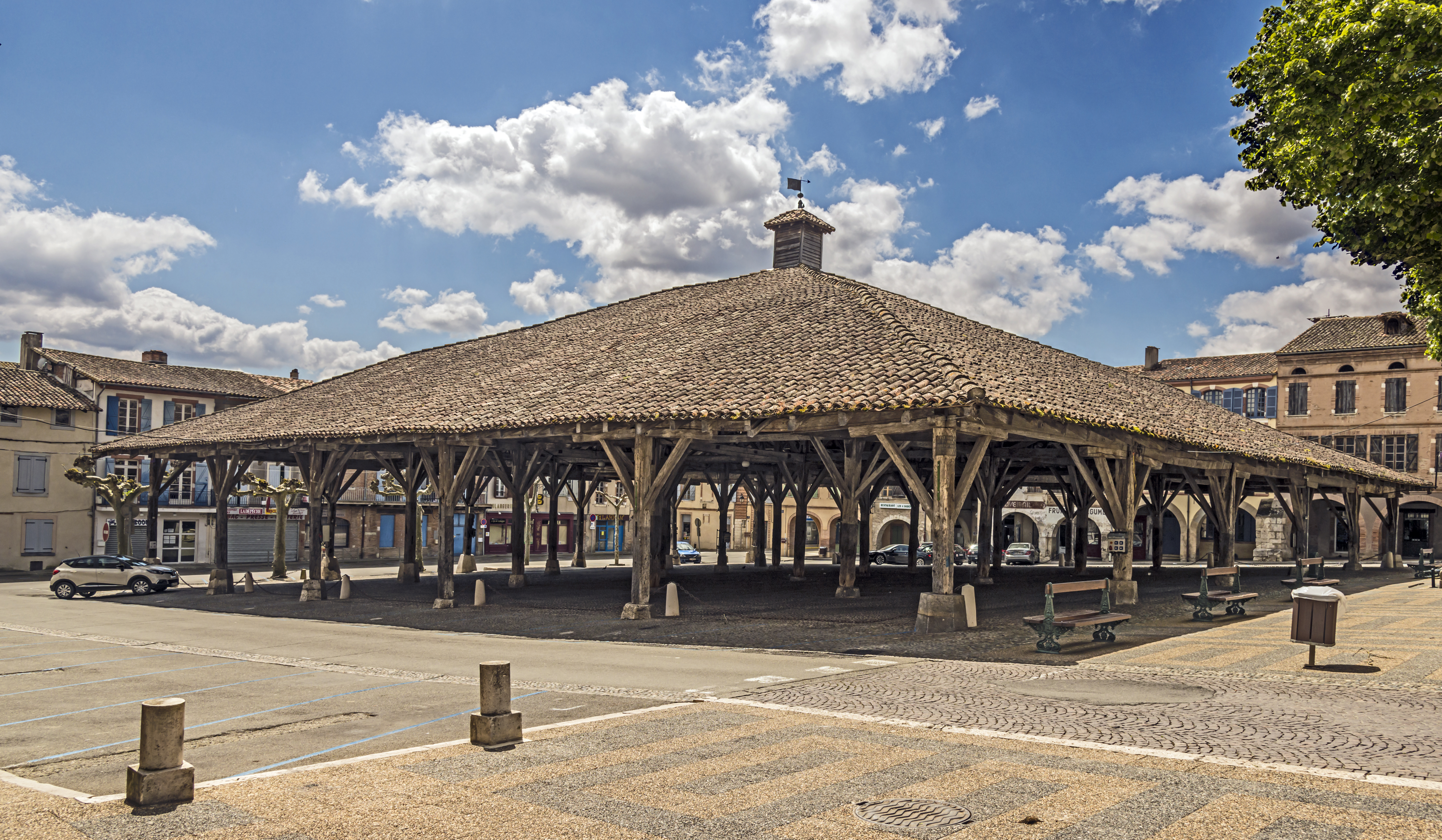
mercado coberto
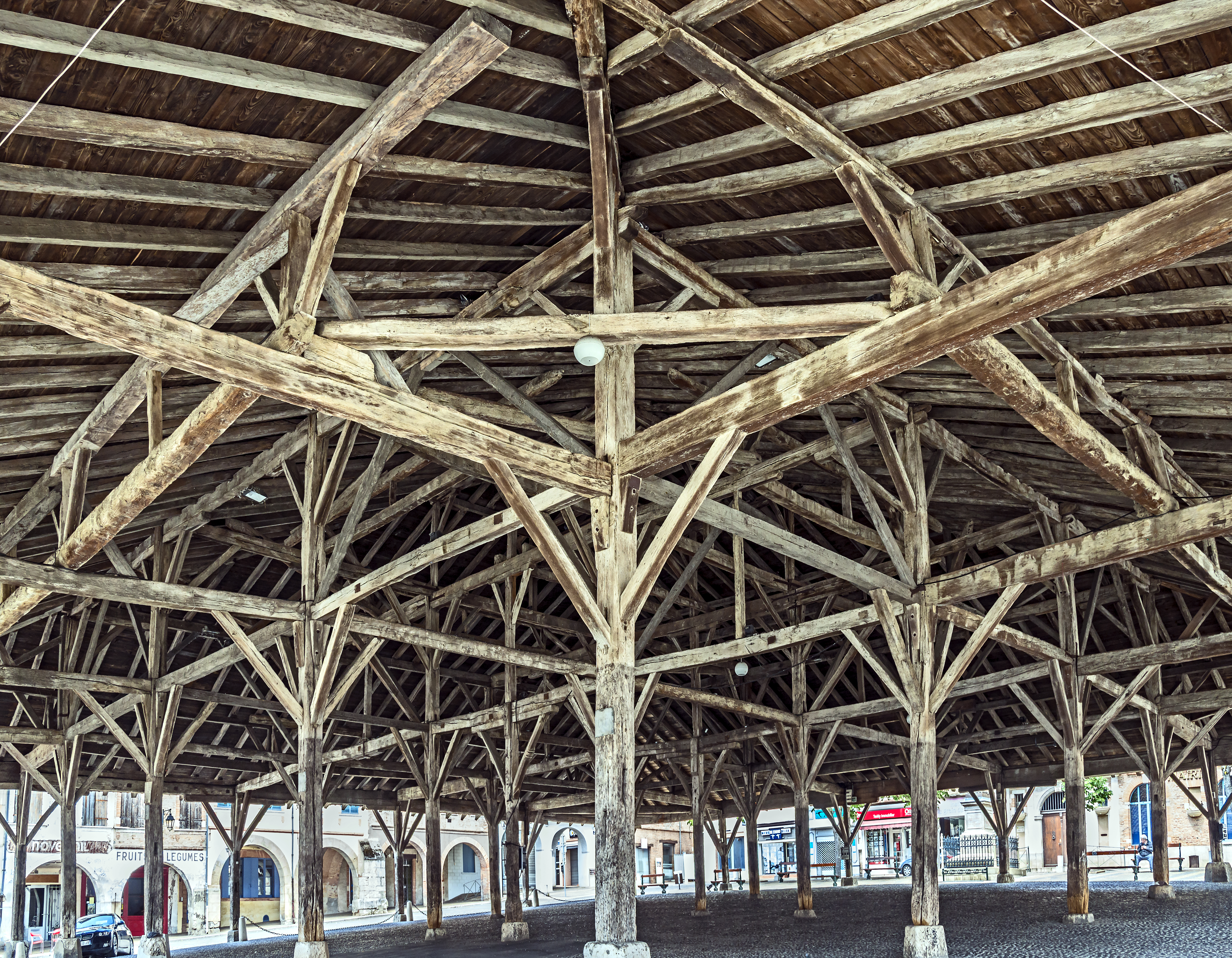
mercado coberto
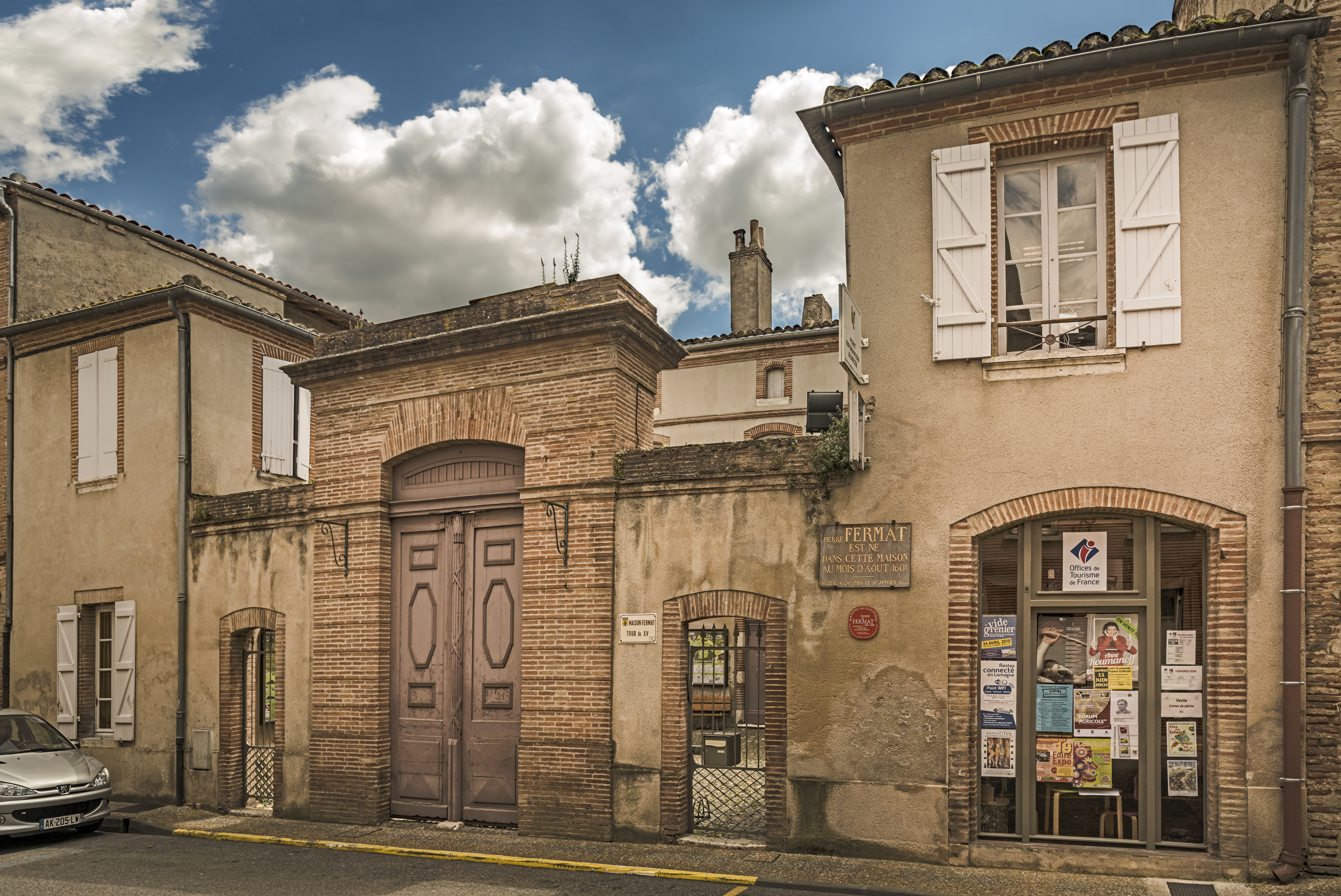
Fermat Casa
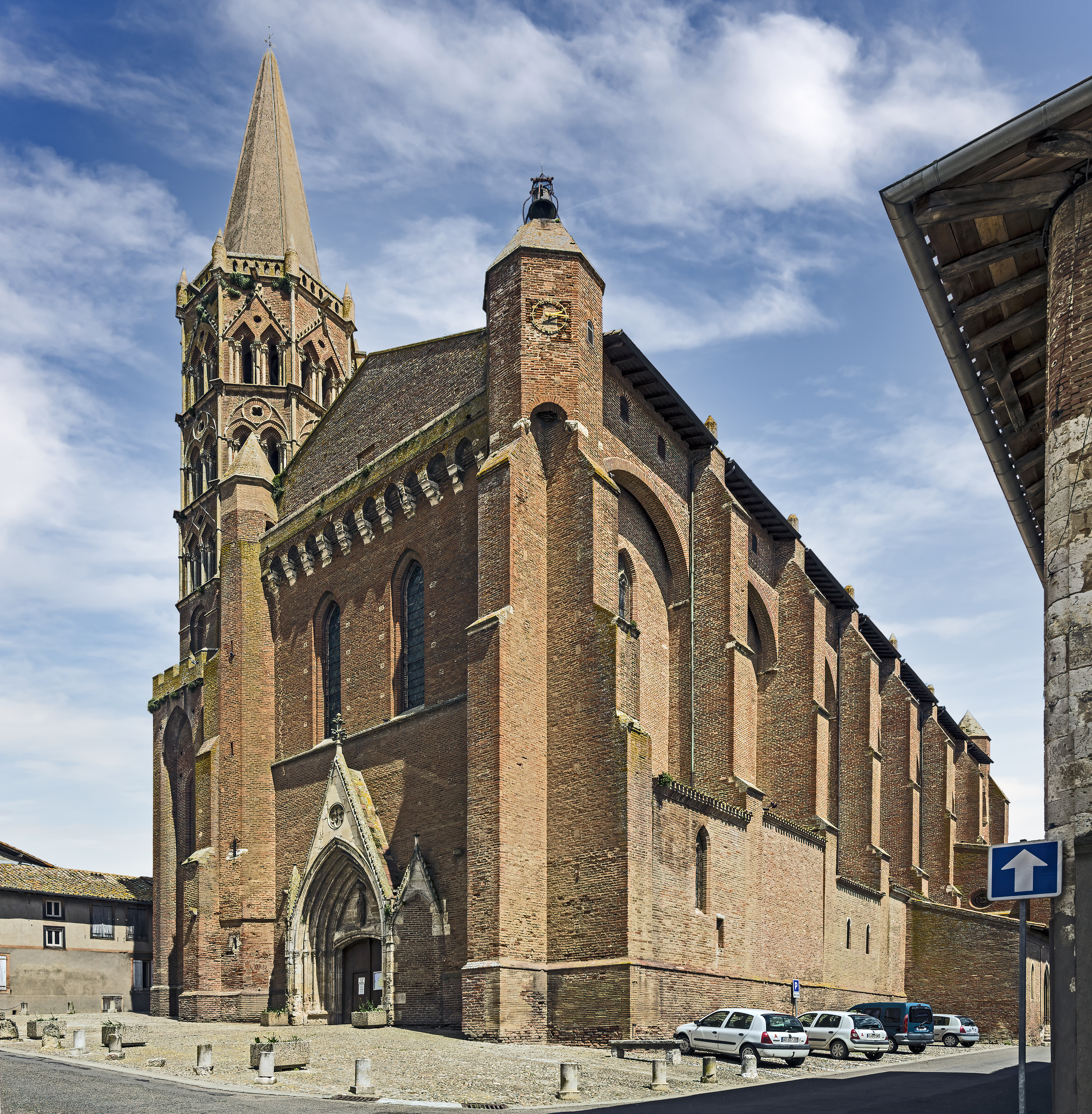
A Igreja
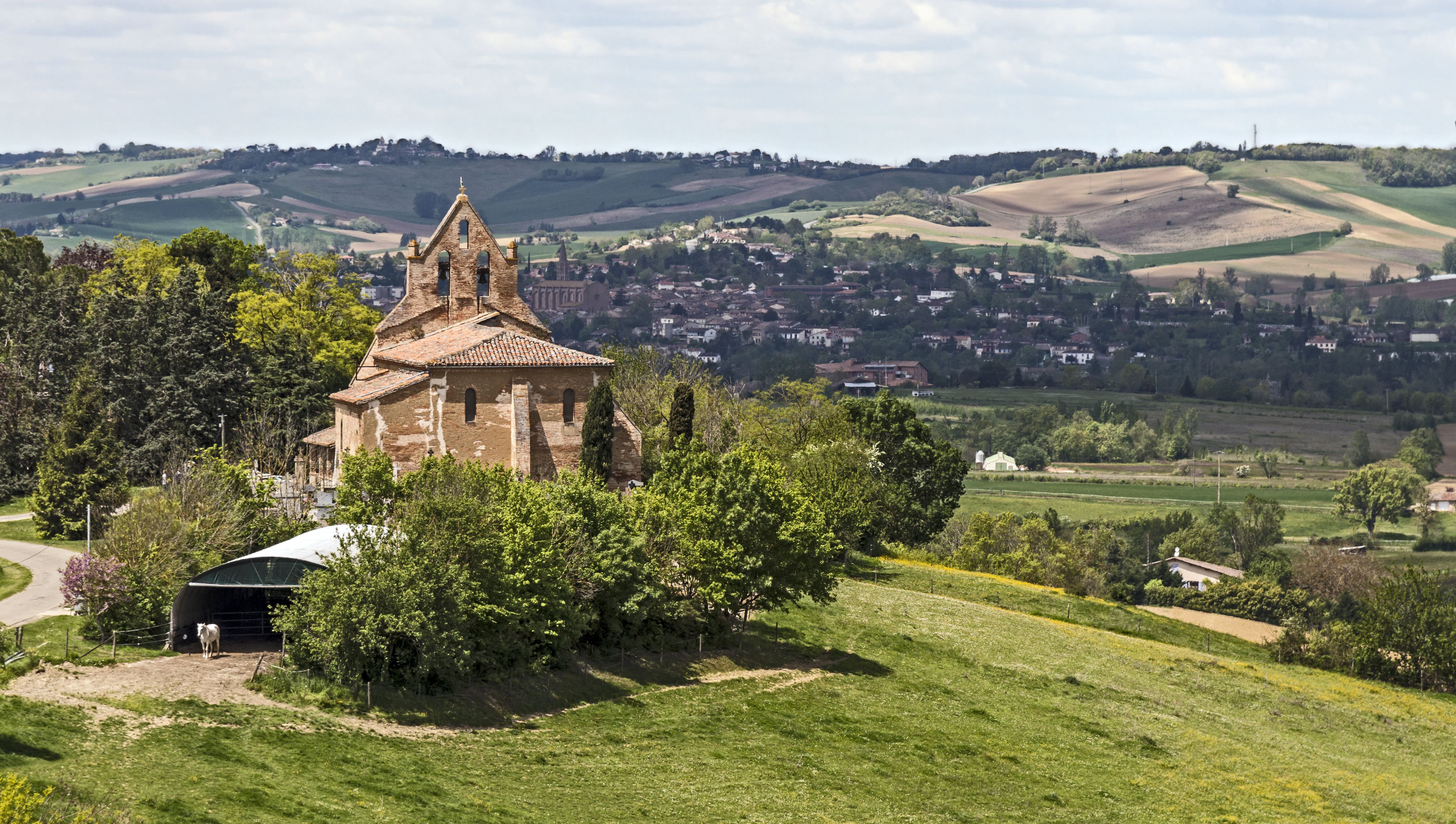
Chapel St.jean

## Personagens famosos na cidade
- O matemático Pierre de Fermat nasceu na cidade em 20 de agosto de 1601.